# 함흥수리동력대학
함흥수리동력대학(咸興水利動力大學)은 함경남도 함흥시에 위치한 조선민주주의인민공화국의 대학이다. 관개시설과 동력부문 기술자·과학자·교원의 양성을 목적으로 1959년에 설립되었다. 1990년 10월 수리동력대학으로 교명이 변경되었다. 이 대학에는 수리 및 항만건설학부·관개학부·전기공학부·기계공학부의 4개 학부에 수력건설학과·항만 및 수로건설학과·관개학과·간석지건설학과·전력공학과·보일러공학과·항만설비학과·동력기계학과·전기기계 및 기구학과 등 10여개의 학과들이 있다.